# BB 16000
,,,
Les BB 16000 sont une série de locomotives électriques de la SNCF.

## Description
Cette série de 62 machines a été commandée en 1958 afin d’équiper le réseau nord-est en locomotives de vitesse aptes à circuler à 160 km/h sous caténaire monophasée 25 kV-50 Hz.
Elles font partie de la grande famille des locomotives surnommées BB Jacquemin, dont les BB 9200 furent les premières versions produites pour l'exploitation en courant continu 1,5 kV, et développées en utilisant les résultats des essais de vitesse menés sur les séries prototypes BB 9001-9002 et BB 9003-9004.
Lors de la mise au point des BB 16000, des marches d’essai à 240 km/h ont été effectuées pour vérifier la tenue des pantographes unijambistes type AM 11.

## Conception
L'équipement électrique de puissance est directement dérivé des premières machines utilisant les concepts Jacquemin, les BB 12000 : auto-transformateur 25kV/15kV avec graduateur linéaire intégré à l'enroulement secondaire, transformateur auxiliaire et transformateur de traction, redresseurs à ignitrons (remplacés ensuite par des diodes au silicium) et selfs de lissage, résistances de shunt sur les inducteurs des 4 moteurs de traction, convertisseur triphasé Arno pour alimenter les servitudes. L'amélioration intéressante concerne la commande de l'arbre à cames du graduateur : par manivelle type "coupe-jambon" sur les 12000, par servomoteur électrique de type JH (Jeumont-Heidmann) sur les 16000, avec commande impulsionnelle au "cerclo".
La mise en vitesse s'effectue en actionnant le cerclo (20 crans + intercrans, ou bouton de progression rapide), jusqu'à atteindre la tension maximale (1050V) sans dépasser les valeurs maximales d'intensité admissibles dans les moteurs, puis la commande de shuntage (4 crans) permet de faire varier le champ magnétique afin d'adapter la caractéristique effort-vitesse des moteurs en fonction des circonstances.
Au niveau châssis, les BB 16000 ont deux sous-séries. Les BB 16001 à 51 furent livrées avec une caisse analogue aux 21 premières BB 9200 avec des persiennes courtes (les persiennes changeant légèrement à partir de la BB 9222), à partir de la BB 16052 les persiennes sont allongées, bien que ces nouvelles persiennes soit définitives, les anciennes fenêtres en demi-lune ont un miofiltre provisoire analogue à celui de la BB 20005, avant son changement de persiennes vers 1964, et cela dans le même genre que celui des BB 30001 et 2. Il subsiste quelques différences mineures entre les deux sous-séries, concernant la masse et les appareillages électriques.
Les 34 premières BB 16000, disposaient d’un support provisoire des pantographes unijambistes AM 11, analogues à celui des BB 9400, à ceci près que les isolateurs sont différents pour une machine monophasée. À partir de la BB 16035, le nouveau support renforcé fut installé, comme pour les BB 16500.
La BB 16012 possédait des persiennes d’aération supplémentaires, installées provisoirement pour procéder aux essais des nouveaux blocs-redresseurs à diodes silicium, puis conservées.
La BB 16050 fut la seule BB 16000 réversible à n’avoir jamais arboré la livrée Corail. Elle fut équipée de ses boîtiers de réversibilité par câblots alors qu’elle était encore en livrée verte type Révision Générale (milieu des années 1970), avec traverses renforcées.
15 exemplaires ont été transformés en type BB 16100 pour tracter les rames de voitures V2N en réversibilité.

## Services effectués
Les BB 16000 ont assuré au cours de leur très longue carrière la traction de la plupart des trains rapides et express des réseaux nord, est, et nord-ouest. Avec la progression de l'électrification des lignes en courant alternatif 25 kV-50 Hz, elles ont rapidement supplanté les locomotives à vapeur sur ces services, des TEE prestigieux aux omnibus de desserte, et jusqu'à certains trains de marchandises du "régime accéléré".
Leur polyvalence, leur robustesse, et leurs performances, ont permis à certains exemplaires de la série de dépasser 53 années de service et plus de 10 millions de kilomètres parcourus, ce qui reste exceptionnel. L'arrivée de machines plus modernes et plus puissantes (BB 15000, BB 22200, BB 26000) n'a pas entraîné leur déclassement, car elles répondaient encore très bien aux besoins.
Avec la mise en service de la LGV-Est en 2007, l'offre de transport s'est recentrée autour des TGV, libérant de nombreux engins moteur et imposant une réorganisation des roulements d'utilisation. Un grand nombre de BB 15000 ont été mutés de Strasbourg à Achères pour remorquer des Corail et TER au départ de Paris-Nord et Paris-Saint-Lazare. Certaines étant modifiées pour la conduite en réversibilité par multiplexage (Corail et V2N), menant rapidement les BB 16100 à la radiation, et diminuant fortement l'utilisation des BB 16000.
La BB 16061 a assuré le dernier service des BB 16000 sur Paris-Saint-Lazare le 13/03/2010 avec la traction d’un train Paris - Le Havre. Les deux derniers exemplaires maintenus en service actif (BB 16029, BB 16051) ont régulièrement roulé jusqu'au 16 décembre 2012 (CIC Paris - Amiens et Paris - Maubeuge). Les radiations se sont succédé entre 2009 et 2012, certains exemplaires étant garés sur le faisceau de Sotteville-lès-Rouen, antichambre d'une démolition prochaine. Les 6 dernières BB 16000 ont été radiées des inventaires le 31 décembre 2012.
Une célébration a été organisée par l'amicale des conducteurs retraités du dépôt d'Aulnoye, le 24 novembre 2012, à l'occasion du train Paris-Maubeuge de 16h37, tracté par la BB 16029 pavoisée pour l'occasion. (séance photos à Paris-Nord, animations en gare d'Aulnoye-Aymeries).

## Livrées successives
Les BB 16000 ont connu successivement les livrées et transformations suivantes :
- livrée d'origine : vert bleuté clair 313 renforcé d'un liseré en bas de caisse et de la zone des persiennes en vert bleuté foncé 312, ainsi que des accessoires en aluminium poli : des moustaches en forme d'ailes sous les baies et des enjoliveurs de feux reliés d'avant en arrière par un filet de peinture grise ; la zone de l'attelage est rouge ;
- dans les années 1960 le renforcement des cabines conduit à la suppression des baies d'angle ;
- des traverses d'extrémité renforcées sont installées aux dépens des carénages de l'attelage et les jupes d'angle sont supprimées ;
- à partir des années 1970 les poignées des portes d'accès aux cabines ont été déplacées sur toutes les BB Jacquemin : initialement en position haute près de la fenêtre, elles sont placées en bas dans un logement qui servait auparavant à tirer la porte pour la fermer ;
- fin des années 1970 : pose de phares et de feux rouges unifiés ;
- livrée Corail pour dix d'entre elles[6] 16003, 06, 07, 08, 18, 32, 39, 44, 47, 53 et 56 qui possèdent la disposition commune de réversibilité[5] en ce qui concerne les Rames Réversibles du même nom (créée en 1977 par Jacques Beffara et non par Roger Tallon) gris foncé 808 avec toit et partie de caisse entre phares et fanaux en gris clair 806 et bande de séparation orange Corail 418 naissant sous les enjoliveurs de phares, la plupart avait conservé leurs enjoliveurs en aluminium;
- livrée béton, en 1985, sans enjoliveurs, à base de gris 804 avec moustache sous les baies frontales et bande ceinturant la caisse (au niveau de la partie supérieure des traverses) peinte en chamois 432, puis en orange TGV 435 ;
- la transformation en BB 16100 (dès 1991) est associée à une livrée gris clair 806 avec 3 zones en gris foncé 808: le bas de caisse, la bande des baies frontales et des persiennes et de lourdes moustaches basses englobant les feux avant et débordant sur les côtés, enfin une bande de ceinture en orange 435 entre bas de caisse et moustaches. Cette livrée est due à Roger Tallon ;
- livrée Multiservice, en 1995, gris foncé 808, remplacé en 2001 par le gris orage 844, avec toit, moustaches sous baies et partie inférieure de caisse gris métallisé 862, filet rouge 605 à mi-flanc formant en faces frontales un tablier trapézoïdal descendant jusqu'aux traverses en englobant les optiques; c'est ce tablier qui porte le numéro d'engin, la moustache affichant le logo SNCF ;
- livrée à pelliculage bleu « en voyage », dès 2002.

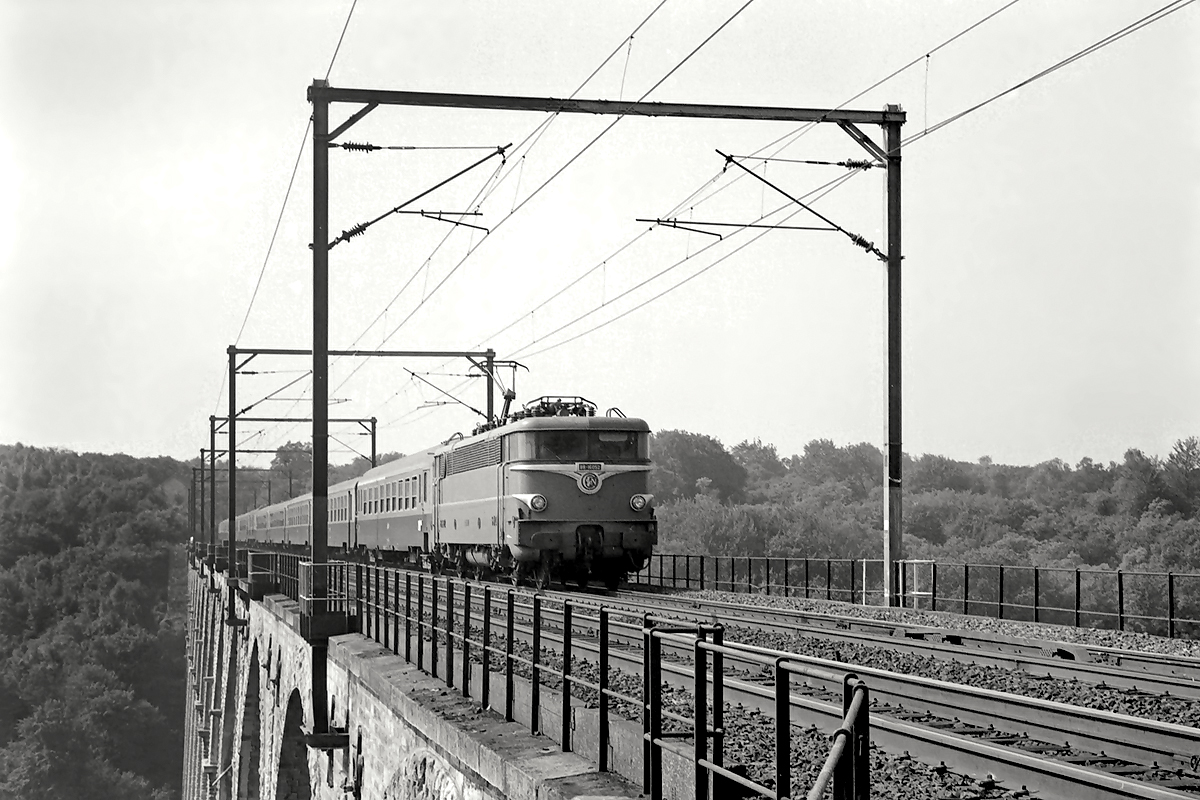
Livrée d'origine avec ornements aluminium.
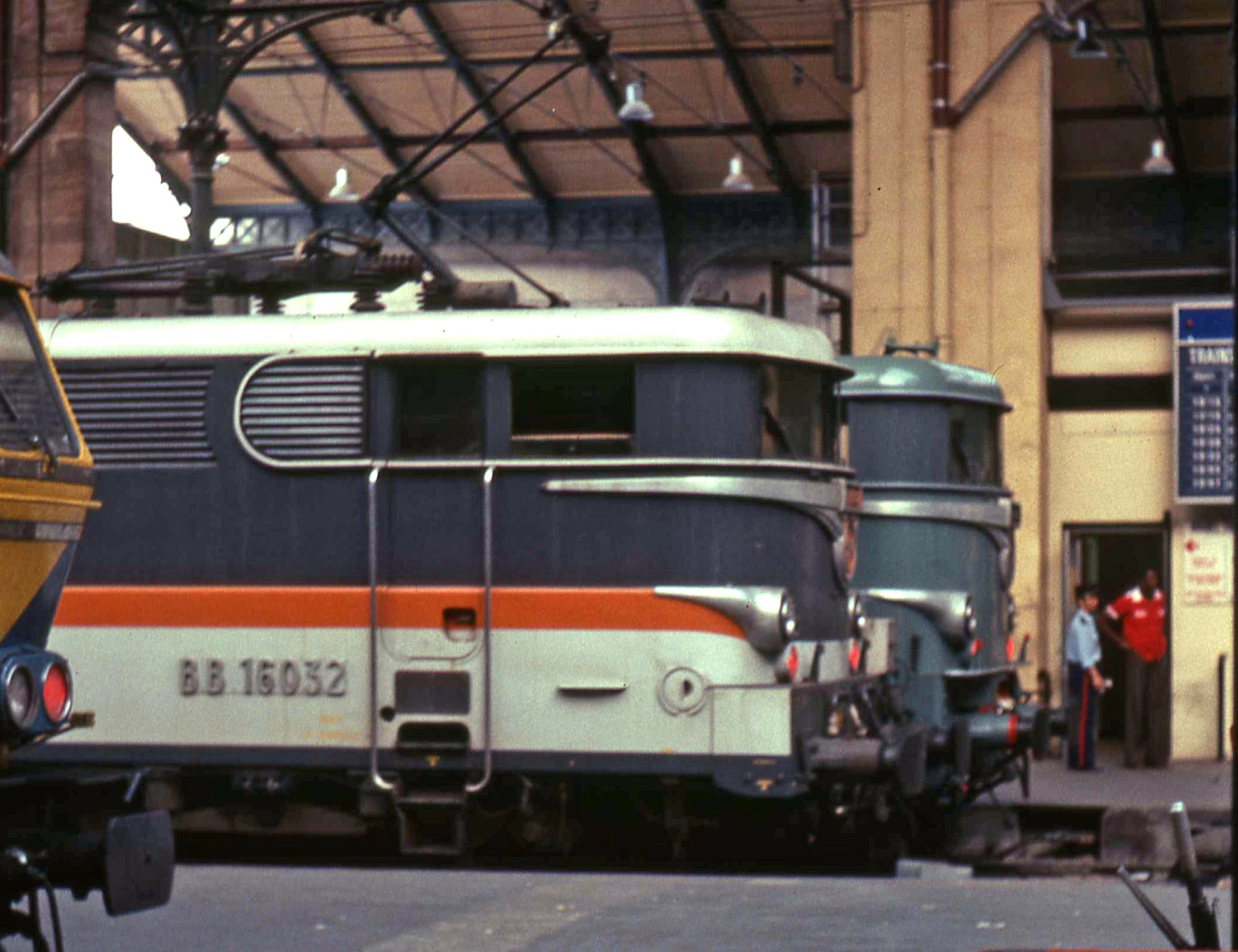
Livrée corail.
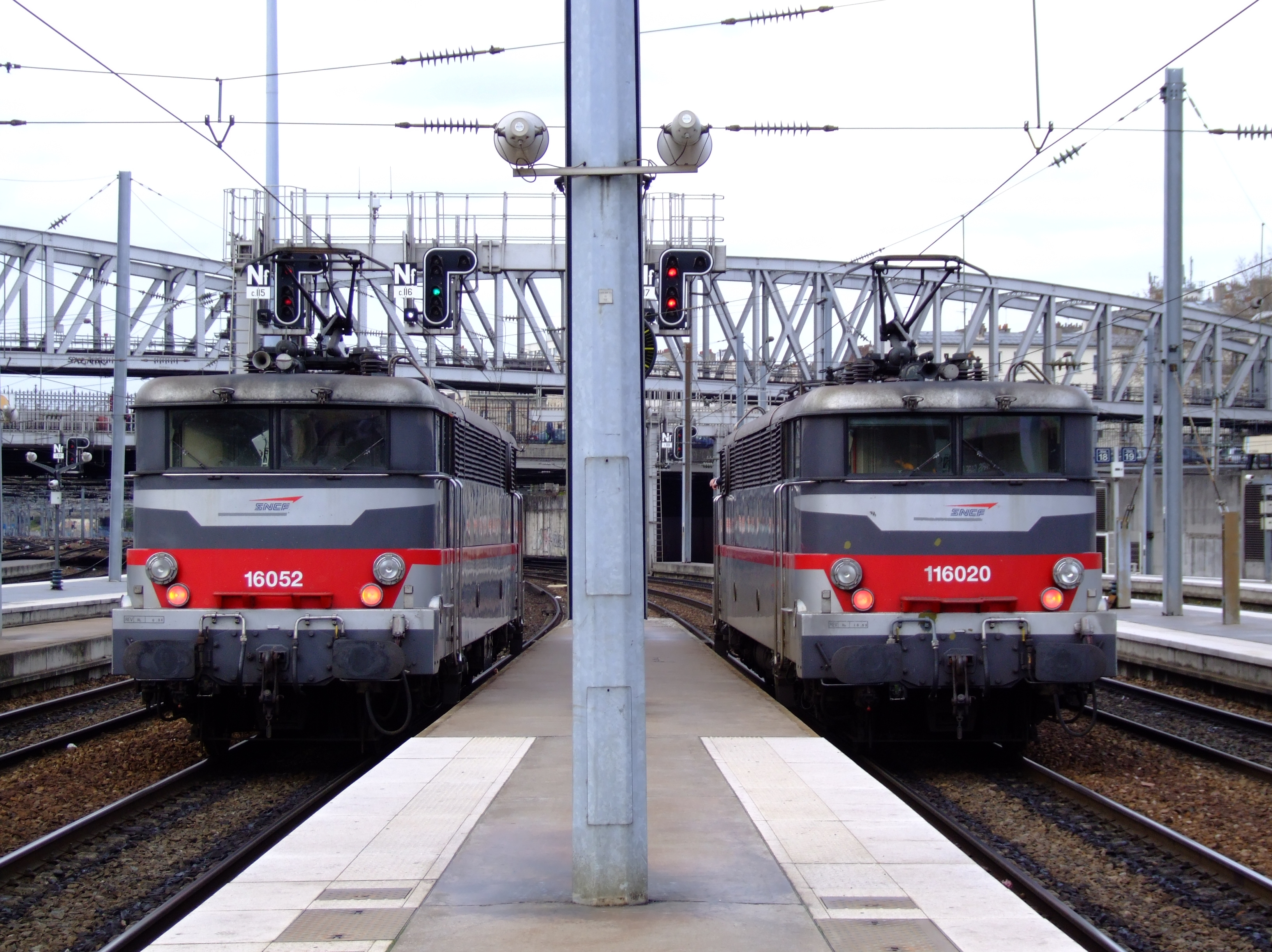
Livrée multiservices.
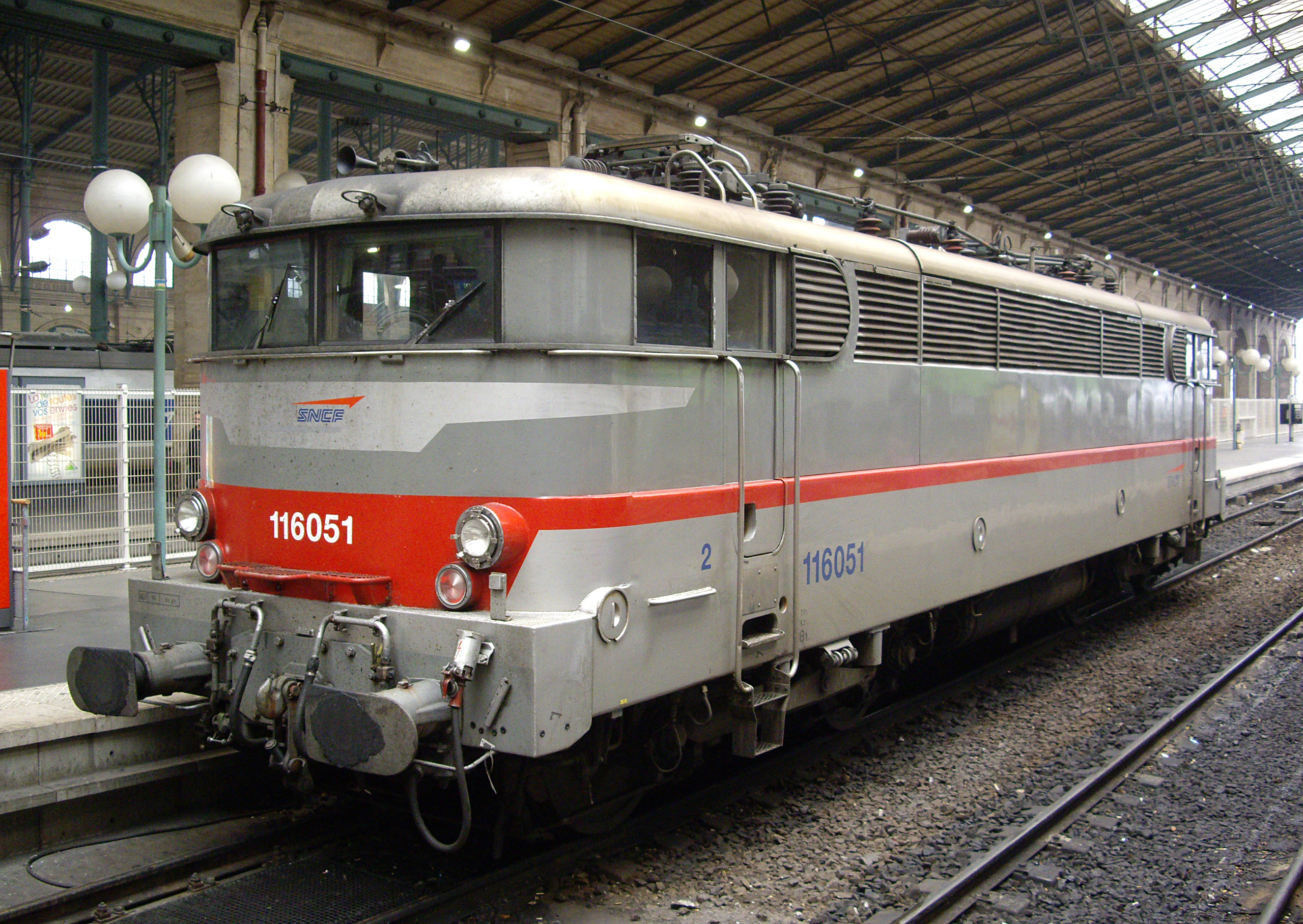
Livrée multiservices, variante plus claire.
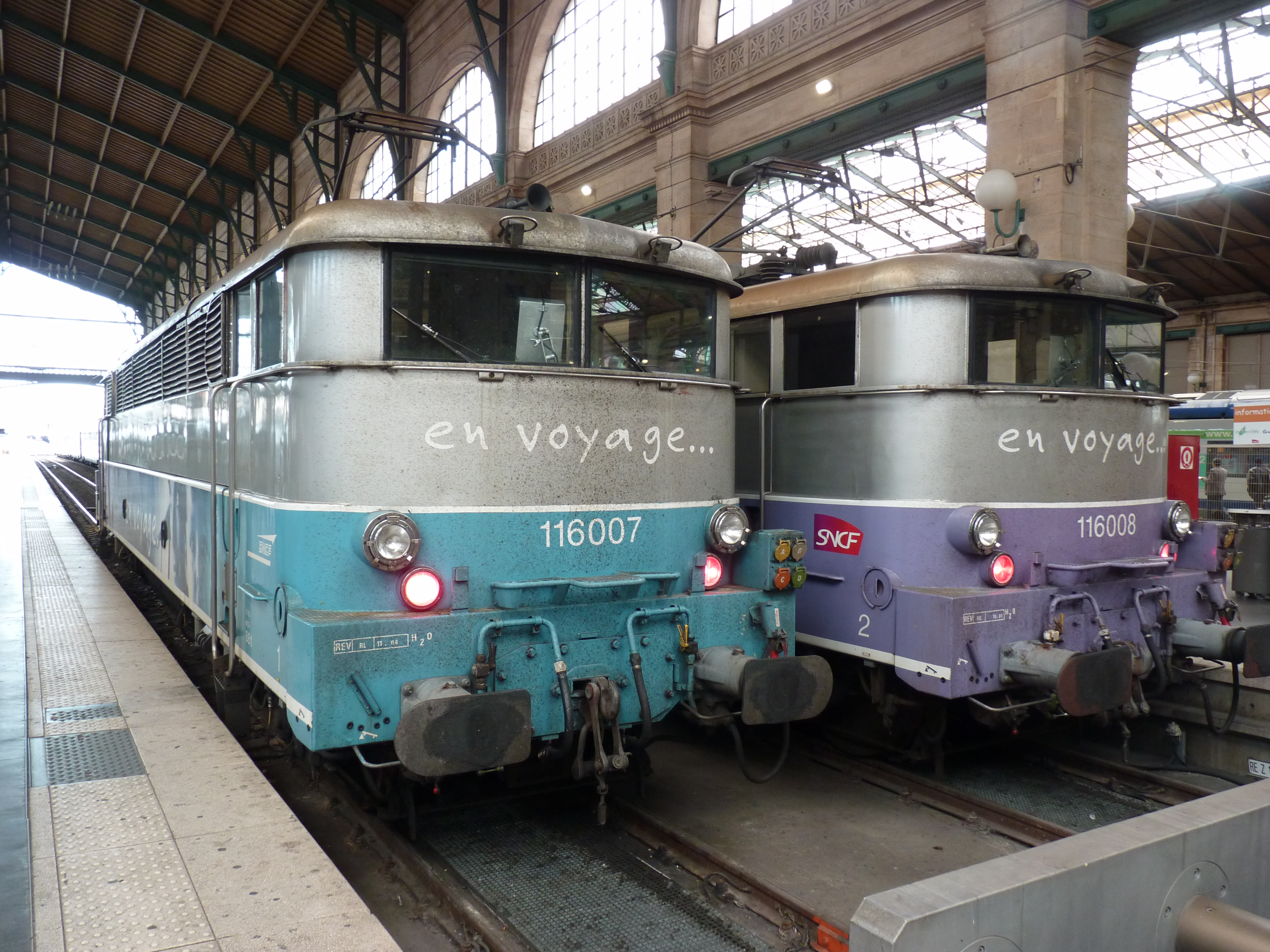
Deux livrées « en voyage », l'une côté bleu, l'autre côté mauve.

## Lignes desservies
- Paris-St-Lazare - Rouen - Le Havre (dernier trajet le 13 mars 2010)
- Paris-St-Lazare - Lisieux - Trouville-Deauville
- Paris-St-Lazare - Caen - Cherbourg
- Paris-Nord - Longueau - Amiens
- Paris-Nord - Lille - Tourcoing
- Paris-Nord - Arras - Dunkerque
- Paris-Nord - Aulnoye - Jeumont
- Paris-Nord - Tergnier - Saint-Quentin - Cambrai
- Paris-Nord - Compiègne - Saint-Quentin - Maubeuge (dernier trajet le 20 décembre 2012)
- Paris-Est - Nancy - Strasbourg
- Paris-Est - Reims - Charleville-Mézières
- Lille - Amiens - Rouen (dernier trajet 12 décembre 2004 - remplacement par TER 2N)
- Strasbourg - Colmar - Mulhouse - Bâle (service international)
- Metz - Thionville
- Thionville - Neufchâteau
- Noisy-Le-Sec - Lille-Champ de Mars (service marchandises)
- Le Bourget - Aulnoye (service marchandises)
- Charleville Lille
- Charleville-Mézières Metz Strasbourg

(liste non exhaustive)

## Dépôts titulaires
- Achères (à partir de 1995)
- La Chapelle (dès 1958, puis transformation Enert à Achères en octobre 1995)
- La Villette (dès juin 1962, en provenance de Strasbourg ; retour à Strasbourg en juillet 1962)
- Lens (en 1958, puis transfert à La Chapelle)
- Strasbourg (de 1958 à 1962, puis transfert à La Villette le 1er juin 1962 ; retour à Strasbourg le 17 juillet 1962, puis transfert à La Chapelle à partir de juillet 1973)

## Machines conservées
- BB 16020 : locomotive précédemment garée dans la réserve de la Cité du train - Patrimoine SNCF de Mohon, confiée sous convention par la SNCF à l'association « Amicale des Agents de Paris Saint-Lazare » (AAPSL) en 2023.
- BB 16113 (ex 16030) : initialement conservée par la SNCF et garée à Mohon, elle fait partie des collections du Centre de la mine et du chemin de fer d'Oignies depuis le 6 novembre 2024[10].

## Cinéma
- BB 16011 : elle apparait au cinéma dans le film Les Rois mages
- L'une d'elles est utilisée au cinéma dans le film L'Auvergnat et l'Autobus
- BB 16020 : elle est utilisée en 1959 lors du premier direct train - télévision à l'occasion de l'ouverture de la traction électrique sur Lille - Paris Nord[11]

## Modélisme
- Cette locomotive a été reproduite par les firmes HOrnby-acHO, Jouef, Lematec, Ree et Roco.

## La BB 16000 emblème de la SNCF

Ancien logo de la SNCF.

Le logo de la SNCF utilisé vers la fin des années 1960, sur des documents internes et des communications publicitaires, représente la silhouette stylisée d'une BB 16000 en perspective, symbolisant la dynamique du chemin de fer moderne.